# Гравитационный нож

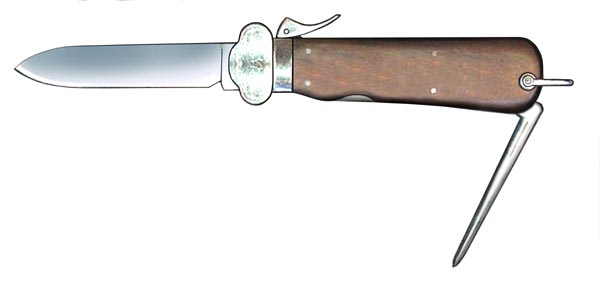
Нож парашютистов Люфтваффе (Luftwaffe Fallschirmjäger-Messer)

Гравитацио́нный нож — складной нож с клинком, скрываемым в сложенном положении в рукояти (вдавливается в неё).
Клинок ножа выбрасывают под действием силы тяжести либо при взмахе рукой. Выполняют в подавляющем большинстве случаев с замком клинка в сложенном и разложенном состояниях. Позволяет открыть его одной рукой. Более безопасен в обращении по сравнению с автоматическими ножами.
Основным недостатком данного вида ножей является затруднение выхода лезвия при загрязнении и физической невозможности перевернуть нож.
Нож модели M 1937 (Luftwaffe Fallschirmjäger-Messer) входил в арсенал немецких лётчиков и парашютистов во времена Второй мировой войны. В него было вмонтировано складное шило. Реплику производили в Англии для военных в то же время компанией «Джорж Ибберсон & Ко».
Законодательством некоторых стран наложены ограничения на оборот гравитационных ножей, наравне с автоматическими ножами.